# Sarıkoyak, Çamlıyayla
Sarıkoyak là một xã thuộc huyện Çamlıyayla, tỉnh Mersin, Thổ Nhĩ Kỳ. Dân số thời điểm năm 2011 là 278 người.